# Queenslandkauri
Queenslandkauri (Agathis robusta) är ett barrträd som blir upp till 20 meter högt och som ursprungligen kommer från nordöstra Australien, men som kan återfinnas på bland annat Madeira.[källa behövs] Arten beskrevs av Charles Moore och Ferdinand von Mueller och fick sitt nu gällande namn av Frederick Manson Bailey. Den ingår i släktet Agathis och familjen Araucariaceae.

## Underarter
Arten delas in i följande underarter:
- A. r. nesophila
- A. r. robusta